# Unica (Schriftart)
Die Unica ist eine Schriftart aus der Gruppe der serifenlosen Linear-Antiqua mit klassizistischem Charakter oder Grotesk.

## Geschichte
Die Haas Unica wurde vom Team ’77 (André Gürtler, Christian Mengelt und Erich Gschwind) als ein Hybride der Helvetica, der Univers und der Akzidenz Grotesk für den damals noch neuen elektronischen Fotosatz entworfen. Sie wurde 1980 veröffentlicht. Durch das Aufkommen von Desktop-Publishing-Programmen und einen Urheberrechtsstreit verschwand die Haas Unica bald wieder vom Markt. Erst in den Jahren ab 2012 gelang es, digitalisierte Schriftschnitte der Unica einzuführen.

## Verfügbarkeit
Es gibt heute zwei konkurrierende kommerzielle Varianten der Unica, die sowohl auf einigen Webseiten als auch im Buchdruck Verwendung finden.

### LL Unica77
Die LL Unica77 wurde auf Grundlage der Originalzeichnungen aus den 1970ern erstellt. Dies geschah in Zusammenarbeit von Maurice Göldner und Christian Mengelt für die Schweizer Schriftgießerei Lineto.

### Neue Haas Unica
Die Neue Haas Unica basiert auf den Photosatzdateien, die im Archiv von Linotype in Deutschland gefunden worden sind. Digitalisiert wurden diese vom japanischen Designer Toshi Omagari im Auftrag der Monotype GmbH.